# Lewis Namier

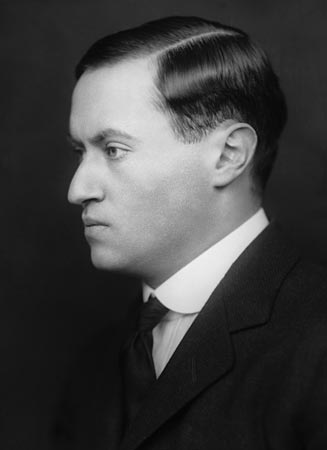
Lewis Namier (1915)

Sir Lewis Bernstein Namier (* 27. Juni 1888 als Ludwik Bernstein Niemirowski in Wola Okrzejska, Russisches Reich (heute Polen); † 19. August 1960 in London) war ein englischer Historiker.

## Leben
Lewis Namier stammte aus einer nichtreligiösen jüdischen Familie und absolvierte ein Studium an den Universitäten in Lemberg und Lausanne sowie an der London School of Economics. In Lausanne besuchte er die Vorlesungen von Vilfredo Pareto.
Im Jahre 1906 wanderte er in das Vereinigte Königreich aus und wurde 1913 britischer Staatsbürger. Während des Ersten Weltkrieges kämpfte er bei den 20th Royal Fusiliers, wurde aber 1915 wegen Sehschwäche entlassen. Danach arbeitete er im Propaganda- und Informationsministerium sowie in der Abteilung für politische Aufklärung des britischen Außenministeriums. Während der Pariser Friedenskonferenz 1919 war er Mitglied der britischen Delegation. Dabei war er für polnische Angelegenheiten zuständig und ein Gegenspieler Roman Dmowskis, des polnischen Chefdelegierten. Namier war gegen die Schaffung eines neuen polnischen Staates. Er setzte sich bei der Ziehung der Curzon-Linie für die Ablösung Lembergs vom künftigen Polen ein.
Nach dem Verlassen des Regierungsdienstes lehrte er am Balliol College der Universität Oxford, bevor er geschäftlich tätig wurde. Später war Namier als Zionist aktiv und arbeitete von 1929 bis 1931 für die Jewish Agency in Palästina. In dieser Zeit war er ein enger Freund und Mitstreiter Chaim Weizmanns. Jener brach seine Beziehungen zu Namier ab, als dieser zum Anglikanismus konvertierte, um seine zweite Frau Marry zu heiraten.
Von 1931 bis zu seinem Ruhestand 1953 arbeitete Namier als Professor an der Universität Manchester. Seine Themen kreisten um die europäische Geschichte des 18. bis 20. Jahrhunderts. Bahnbrechend und bis heute akademisch nachwirkend in der englischen Historiographie ist sein bereits 1929 erschienenes Werk The Structure of Politics at the Accession of George III, das die Herrschaftsbeziehungen im Zeitalter des Hanoverian England analysiert. In Abgrenzung zur bisher dominanten Geschichte der „großen Männer“ und der politischen Ideengeschichte von Whigs und Tories propagierte er ein neues Geschichtsverständnis. Er glaubte nicht an die nachhaltige Motivationskraft großer Ideen, sondern betonte den tagespolitischen Machtkampf. Weder von der Sozial- und Wirtschaftsgeschichte nach R. H. Tawney noch von den großen Erzählungen des erfolgreichen Historikers George Trevelyan hielt er etwas. Eine Epoche könne nur dann verstanden werden, wenn man das Denken und Fühlen einer großen Zahl von „einfachen“ Menschen in jedem Detail mit einbeziehe, ähnlich der histoire totale oder der Mikrogeschichte. Außerdem betont er die Bedeutung der Psychologie und des Unbewussten für das Verständnis historischer Prozesse und Entscheidungen und war dabei unter anderem von den Theorien Sigmund Freuds beeinflusst.
Sein bereits 1948 erschienenes Werk Diplomatic prelude, 1938–1939 (deutsch 1949 als Diplomatisches Vorspiel 1938–1939) über den Ausbruch des Zweiten Weltkriegs schrieb Hitler eine „intentionalistische“ Politik zu, die bis in die 1960er Jahre auch im öffentlichen Diskurs so gesehen wurde. Namier hatte zu den frühesten Warnern vor dem Nationalsozialismus und Kritikern der Appeasement-Politik gehört; er war generell für eine ausgeprägte Germanophobie in seinen politischen Ansichten bekannt. 1944 wurde er in die British Academy und 1960 in die American Academy of Arts and Sciences gewählt.

## Schriften
- The Structure of Politics at the Accession of George III. 1929.
- England in the Age of the American Revolution. 1930.
- Skyscrapers and other Essays. 1931 (enthält auch Namiers Aufsätze über das habsburgische Galizien).
- In the Margin of History. 1939.
- Conflicts: Studies in Contemporary History. 1942.
- 1848: The Revolution of the Intellectuals. 1944.
- Facing East: Essays on Germany, the Balkans and Russia in the Twentieth Century. 1947.
- Diplomatic Prelude, 1938–1939. 1948 (dt. Diplomatisches Vorspiel 1938–1939. 1949).
- Europe in Decay: A Study in Disintegration, 1936–40. 1950.
- Avenues of History. 1952.
- In the Nazi Era. 1952.
- Basic Factors in Nineteenth-Century European History. 1953.
- Monarchy and the Party System: The Romanes Lecture delivered in the Sheldonian Theatre, 15 May 1952. 1952.
- Personalities and Powers. 1955.
- Vanished Supremacies: Essays on European History, 1812–1918. 1958.
- Crossroads of Power: Essays on Eighteenth-century England. 1962.
- mit John Brooke: The House of Commons, 1754–1790. 1964.